# Kaja Jerina
Kaja Jerina (Lubiana, 11 settembre 1992) è una calciatrice slovena, centrocampista del Radomlje e della nazionale slovena.

## Carriera

### Club
Dopo aver giocato in Slovenia all'inizio della carriera, decide di trasferirsi all'estero, prima in Austria, nella formazione femminile del Feldkirchen, quindi a Kemi, in Finlandia, nel Merilappi United, giocando in Naisten Liiga, il più alto livello del campionato finlandese femminile di calcio.
Nell'estate 2014 giunge in Italia sottoscrivendo un contratto per giocare in Serie A con la Pink Sport Time, dove l'allenatore Isabella Cardone la inserisce nel ruolo di attaccante, tuttavia il rendimento nella stagione 2014-2015 non viene ritenuto soddisfacente e durante il calciomercato invernale la società la svincola subentrandole in rosa la scozzese Lana Clelland. Jerina si congeda dalla società barese con 9 presenze in campionato.
All'inizio del 2015 trova un accordo con il club tedesco Henstedt-Ulzburg per giocare in Schleswig-Holstein-Liga, quinto livello del campionato tedesco femminile di calcio, con il quale rimane fino alla fine della stagione.
Dall'estate 2015 decide di far ritorno in patria accordandosi con il Radomlje, società con la quale gioca in Prva ženska slovenska nogometna liga (1. SŽNL), livello di vertice del campionato sloveno per le tre stagioni successive, venendo tuttavia impiegata saltuariamente collezionando un totale di 23 presenze e 7 reti in campionato.

### Nazionale
Nel 2007 Kaja Jerina viene selezionata per rappresentare la Slovenia nella nazionale Under-17 alle qualificazioni della prima edizione (2008) del campionato europeo di categoria facendo il suo esordio il 17 settembre 2007 nella partita pareggiata fuori casa per 2-2 con le pari età dell'Ucraina. Con la squadra Under-17 colleziona 6 presenze in competizioni UEFA.
Nel 2011 fa il suo esordio nella Nazionale maggiore in una competizione ufficiale UEFA, scendendo in campo da titolare il 19 novembre nella partita giocata a Ivančna Gorica contro la nazionale olandese, incontro valido per la prima fase alle qualificazioni al campionato europeo 2013 e terminato per 2-0 per le Orange.